# Jürgen Hübschen
Jürgen Hübschen (* 30. September 1945 in Voitze) ist ein deutscher Oberst a. D., Sicherheitsberater und Autor.

## Leben
Jürgen Hübschen wuchs in Coesfeld auf. Nach dem Abitur am Gymnasium Nepomucenum Coesfeld war er von 1965 bis 2004 Generalstabsoffizier der Luftwaffe mit Einsätzen im Irak als Militärattaché in Bagdad und als Repräsentant der OSZE von Juli 1995 – Februar 2000 in Lettland. In seinem Buch Die Zukunft des Irak. Pax Americana? „konstatiert er das Scheitern der Pax Americana“ (Wilfried von Bredow). Als Leiter eines Zentralreferats im Bundesministerium der Verteidigung war er am Ende seines Dienstes verantwortlich für die Landesverteidigung, die zivil-militärische Zusammenarbeit, alle Fragen der zivilen und militärischen Bewachung und das Kriegsgefallenenwesen.
Seit seiner Pensionierung wirkt Hübschen als Sicherheitsberater für humanitäre Organisationen und Autor. Unter anderem schreibt er für die NachDenkSeiten und das Overton Magazin. Er lebt seit 1989 in Greven.

## Familie
Hübschen ist der Vater von Henrik Hübschen und Jens Hübschen, ein Neffe von Otto Hübschen und Karlheinz Sundermann.

## Publikationen

### Sachbücher
- Der Irak-Kuwait-Krieg. Chronologie einer programmierten Katastrophe. Pfungstadt: Ed. Ergon 1991; 3., aktualisierte Aufl. Essen 2003
- Waffen nach Nahmittelost. Der Weg in die Neue Weltordnung? Pfungstadt: Ed. Ergon 1994
- Die Zukunft des Irak. Pax Americana? Wiesbaden: Böttiger 2005; 2. ergänzte Auflage Wiesbaden-Amöneburg 2008

### Beiträge (Auswahl)
- Europäische Sicherheit. Politik, Streitkräfte, Wirtschaft, Technik 43, 1994, 4, S. 192–194: Operation Desert Storm. Versuch einer Bilanz drei Jahre danach
- Europäische Sicherheit. Politik, Streitkräfte, Wirtschaft, Technik 44, 1995, 5, S. 47–49: Operation „Vigilant Warrior“
- OSZE-Jahrbuch 5, 1999, S. 203–208: Der Vertrag von Skrunda und das Engagement der OSZE. Ein Beispiel für Konfliktverhütung und Vertrauensbildung
- A. Hellenbroich (Hg.): Der Zünder und die Bombe. Iran, Irak und die Weltfinanzkrise. Wiesbaden: EIRNA 2006, S. 22–25: Worum geht es im Atomstreit mit dem Iran wirklich?
- Allgemeine schweizerische Militärzeitschrift 173, 2007, 3, S. 12–14: Der „Baker-Bericht“
- Allgemeine schweizerische Militärzeitschrift 181, 2015, 4, S. 18–20: „Freedom’s Sentinel“. Konsequenzen für die eingesetzten deutschen Soldaten
- Allgemeine schweizerische Militärzeitschrift 181, 2015, 6, S. 11–13: Die Probleme der Allianz im Kampf gegen den IS
- Neue Gesellschaft. Frankfurter Hefte 64, 2017, 7/8, S. 31–35: Wo bleibt die Moral? Sicherheitspolitische Zusammenarbeit zwischen Deutschland und Saudi-Arabien
- WeltTrends 137, 2018: Im Camp Shorab gehen die Lichter wieder an

### Belletristik
- Badetag und Wundertüte. Kindheit und Jugend im Münsterland 1950–65. Münster: Agenda 2006; 2. vollst. überarb. und erg. Auflage ebd. 2009 [auch als Hörbuch erschienen]
- Der Lack ist ab, na und? Lebens- und Überlebenshilfe für alle, die auch vom Alter überrascht wurden. Münster: Agenda 2007
- Antönnchen, der kleine Hase. Gute-Nacht-Geschichten für große und kleine Leute. Münster, Greven: Sonderpunkt 2008 [auch als Hörbuch]
- Antönnchen und seine Freunde. Neue Geschichten von Antönnchen, dem kleinen Hasen. Münster: Sonderpunkt 2009 [auch als Hörbuch]
- Hecht ist leider aus oder: Worüber ich mich immer schon mal aufregen wollte. Münster: Agenda 2010
- Antönnchen will fliegen lernen und andere lustige Geschichten vom kleinen Hasen. Münster: Sonderpunkt 2011 [auch als Hörbuch]
- Denn was Tauben sich erlauben oder worüber ich mich sonst noch aufrege. Münster: Agenda 2012
- Opa werden, das ist schwer, Opa sein, dann gar nicht mehr. Münster: Agenda 2016
- Kur oder Reha. Ein sehr persönlicher Ratgeber mit Offenbarungscharakter. Münster: Agenda 2019.